# December Will Be Magic Again
Pour un article plus général, voir Discographie et vidéographie de Kate Bush.
Singles de Kate Bush
Army Dreamers
(1980) Sat in Your Lap
(1981)
December Will Be Magic Again est une chanson hors album, écrite et composée par l'auteur-compositeur-interprète britannique Kate Bush. Initialement enregistrée en 1979 pour une émission de télévision "spécial Noël" en décembre de la même année, elle n'a été officiellement publiée en 45-tours que le 17 novembre 1980.